# Kučevo
Kučevo (en serbe cyrillique : Кучево) est une ville et une municipalité de Serbie situées dans le district de Braničevo. Au recensement de 2011, la ville comptait 3 950 habitants et la municipalité dont elle est le centre 15 490.

## Géographie
La ville de Kučevo est traversée par la rivière Pek (affluent du Danube) et elle est entourée par les monts Homolje. 

## Histoire
Il y a longtemps, des prospecteurs d'or viennent s'installer à Kučevo près du Pek pour récolter l'or charrié à partir du plateau supérieur de Majdanpek. Au XVe siècle, les Turcs renvoient l'ensemble des populations serbes y vivant vers la Roumanie. Après 300-350 ans, les Serbes sont retournés chez eux dans le Homolje. Ils ont conservé une variante de la langue roumaine et sont aujourd'hui appelés les Valaques de Serbie. Ils vivent pour la plupart dans des villages près de Kučevo. Aujourd'hui à Kučevo et dans les villages alentour, Serbes et Valaques vivent en harmonie. Mais de nombreux habitants partent dans les grandes villes ou à l'étranger et la population diminue.

## Localités de la municipalité de Kučevo
La municipalité de Kučevo compte 26 localités :
| - Blagojev Kamen - Brodica - Bukovska - Velika Bresnica - Voluja - Vuković - Duboka - Zelenik - Kaona - Kučajna - Kučevo - Lješnica - Mala Bresnica | - Mišljenovac - Mustapić - Neresnica - Rabrovo - Ravnište - Radenka - Rakova Bara - Sena - Srpce - Turija - Ceremošnja - Cerovica - Ševica |

Kučevo est officiellement classée parmi les « localités urbaines » (en serbe : градско насеље et gradsko naselje) ; toutes les autres localités sont considérées comme des « villages » (село/selo).

## Démographie

### Ville

#### Évolution historique de la population dans la ville
| 1948  | 1953  | 1961  | 1971  | 1981  | 1991  | 2002  | 2011  |
| ----- | ----- | ----- | ----- | ----- | ----- | ----- | ----- |
| 3 176 | 3 751 | 3 956 | 4 441 | 5 051 | 4 846 | 4 506 | 3 950 |

## Politique

### Élections locales de 2004
À la suite des élections locales serbes de 2004, les 42 sièges de l'assemblée municipale de Kučevo étaient répartis de la manière suivante :
| Parti                               | Sièges |
| ----------------------------------- | ------ |
| Parti démocratique                  | 11     |
| Parti radical serbe                 | 13     |
| Liste « Nezavisma lista »           | 4      |
| Parti démocratique de Serbie        | 4      |
| Parti socialiste de Serbie          | 3      |
| Liste « Ispred mesne organizacije » | 2      |
| Mouvement Force de la Serbie        | 2      |
| Mouvement serbe du renouveau        | 2      |
| Serbie unie                         | 2      |

Zoran Milekić, membre du Parti radical serbe, a été élu président (maire) de la municipalité de Kučevo.

### Élections locales de 2008
À la suite des élections locales serbes de 2008, les 40 sièges de l'assemblée municipale de Kučevo se répartissaient de la manière suivante :
| Parti                                                                         | Sièges |
| ----------------------------------------------------------------------------- | ------ |
| Pour une Serbie européenne                                                    | 15     |
| Parti radical serbe                                                           | 12     |
| Parti socialiste de Serbie - Parti des retraités unis de Serbie - Serbie unie | 6      |
| Parti démocratique de Serbie                                                  | 4      |
| « Pour la municipalité de Kučevo »                                            | 3      |

Zoran Milekić a été réélu président de la municipalité.

## Culture
Depuis 1968, Kučevo organise le festival culturel annuel Homoljski Motivi. Le festival se tient sur plusieurs jours et permet de promouvoir la culture de la ville et de sa région, autour de produits locaux traditionnels, de spectacles de danses, de concerts de musique et d'un défilé de costumes traditionnels.

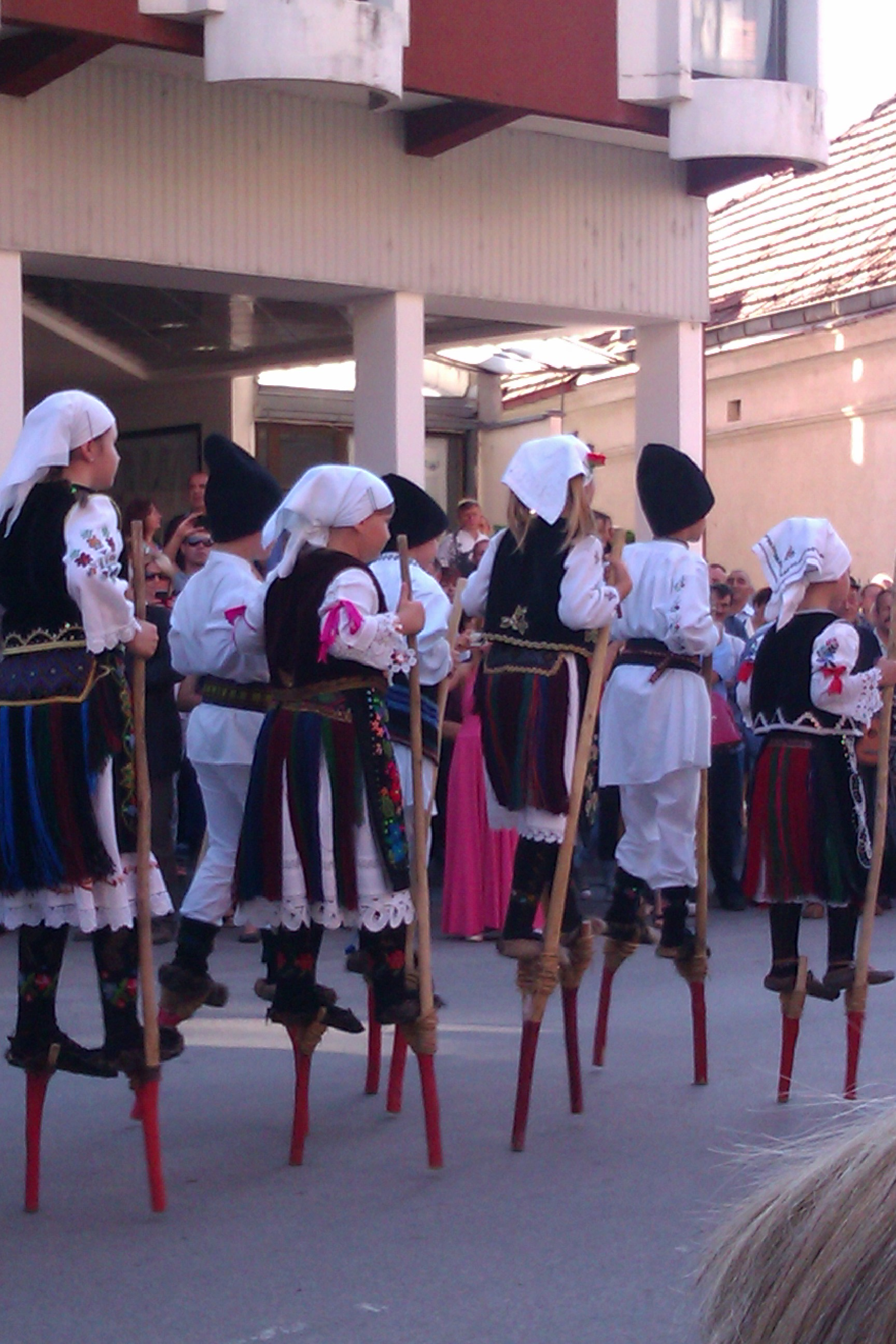
Kučevo lors du festival culturel "Homoljski Motivi" en 2013

Le centre culturel de la ville associé à la faculté d'arts appliqués de Belgrade, a mis en place un projet pour développer la peinture murale à Kučevo. Plusieurs peintures dans le centre-ville représentent ainsi la culture et les personnalités locales, comme le poète Stevan Raičković ou le chanteur Djordje Marjanović.

## Personnalité
Le poète et académicien Stevan Raičković (1928-2007) est né dans le village de Neresnica.
La chanteuse serbe Izvorinka Milošević est née en 1954 dans le village de Neresnica.
Le chanteur serbe Staniša Paunović est né en 1970 dans le village de Turija.
Le chanteur serbe Djordje Marjanović est né en 1931 à Kučevo.
L'écrivain Miroslav Lukić est né en 1950 dans le village de Mišljenovac.
Le poète Aleksandar Lukić est né en 1957 dans le village de Mišljenovac.
Le voïvode serbe Dušan Dimitrijević (1882-1964) est né à Rabrovo.